# Sinvon
Sinvon (hangul: 신원군, Sinvon-kun, handzsa: 新院郡, RR: Sinwŏn-kun, ’újház’) megye Észak-Koreában, Dél-Hvanghe (Hwanghae) tartományban. 1952-ben hozták létre Cserjong (Chaeryŏng) és Pjokszong (Pyŏksŏng) megyék egyes területeiből és emelték megyei rangra.

## Földrajza
Délről Cshongdan (Ch'ŏngdan) és Hedzsu (Haeju), nyugatról Pjokszong (Pyŏksŏng), északról Sincshon (Sinch'ŏn) és Cserjong (Chaeryŏng) és az Észak-Hvanghe (Hwanghae) tartománybeli Unpha (Ŭnp'a), keletről az Észak-Hvanghe (Hwanghae) tartománybeli Rinszan (Rinsan) határolja.
Legmagasabb pontja a 946 méter magas Szolljubong (설류봉; 雪留峯, Sŏllyubong).

## Közigazgatása
1 községből (up (ŭp)), 18 faluból (ri (ri)) és 1 munkásnegyedből (rodongdzsagu (rodongjagu)) áll:
| - Sinvon-up (신원읍; 新院邑, Sinwŏn-ŭp) - Haszong-rodongdzsagu (하성로동자구; 下成勞動者區, Hasŏng-rodongjagu) - Karjo-ri (가려리; 佳麗里, Karyŏ-ri) - Komcshon-ri (검촌리; 儉村里, Kŏmch'on-ri) - Kjenam-ri (계남리; 桂南里, Kyenam-ri) - Rjongvol-ri (령월리; 靈月里, Ryŏngwŏl-ri) - Rjulla-ri (률라리; 栗蘿里, Ryulla-ri) - Muhak-ri (무학리; 舞鶴里, Muhak-ri) - Pegu-ri (백우리; 白隅里, Paegu-ri) - Szuvon-ri (수원리; 水源里, Suwŏn-ri) | - Sindok-ri (신덕리; 新德里, Sindŏk-ri) - Sincshang-ri (신창리; 新昌里, Sinch'ang-ri) - Ajang-ri (아양리; 峨洋里, Ayang-ri) - Jomthan-ri (염탄리; 鹽灘里, Yŏmt'an-ri) - Unjang-ri (운양리; 雲陽里, Unyang-ri) - Voldang-ri (월당리; 月堂里, Wŏldang-ri) - Csaha-ri (자하리; 紫霞里, Chaha-ri) - Csanggum-ri (장금리; 長錦里, Changgŭm-ri) - Cshongszoktu-ri (청석두리; 靑石頭里, Ch'ŏngsŏktu-ri) - Hvaszok-ri (화석리; 花石里, Hwasŏk-ri) |

## Gazdaság
Sinvon (Sinwŏn) megye gazdasága mezőgazdaságra és gépiparra épül.

## Oktatás
Sinvon (Sinwŏn) megye egy ipari, egy mezőgazdasági és egy gépészeti főiskolának, 22 általános és 22 középiskolának ad otthont.

## Egészségügy
A megye számos egészségügyi intézménnyel rendelkezik, köztük 1 megyei és kb. 30 helyi kórházzal.

## Közlekedés
A megye közutakon a szomszédos helységek felől közelíthető meg. A megye vasúti kapcsolattal rendelkezik, a Hvanghe cshongnjon (Hwanghae ch'ŏngnyŏn) vonal része.